# Rydułtowy
Rydułtowy (udtale: [rɨduu̯ˈtɔvɨ],  tysk: Rydultau) er en by i den   sydvestlige  del af  voivodskabet Schlesien i  det sydlige Polen. Byen har 20.749(2021) indbyggere og et areal på 15  km², og er en del af powiatet Wodzisław. Den er en mineby, der ligger i det schlesiske højland, på Rybnik-plateauet, i Oświęcim-Racibórz-dalen.

## Historie
Rydułtowy blev første gang nævnt i et dokument fra  bispedømmet Wrocław fra 1228 som Rudolphi Willa, da det var en del af Hertugdømmet Racibórz af det fragmenterede, Piast-regerede Kongeriget Polen.
I 1861 havde Rydułtowy Dolne en fuldstændig polsk befolkning på 1.066, mens Rydułtowy Górne havde 360 indbyggere. I slutningen af det 19. århundrede, var befolkningens hovederhverv  landbrug og kulminedrift. I 1923 blev den første polske spejdertrop grundlagt  i Rydułtowy.